# Haus Pesterwitzer Straße 25

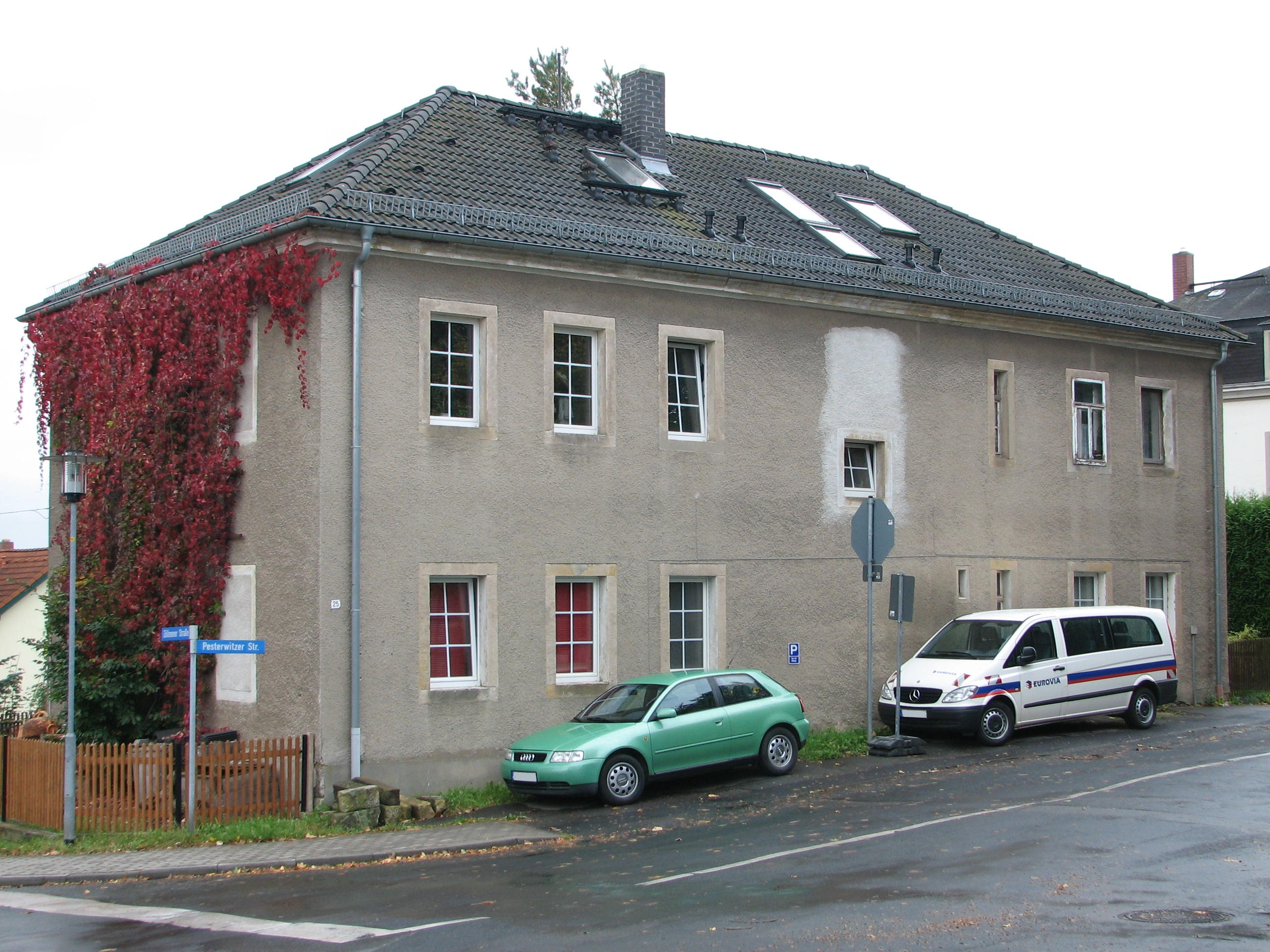
Gebäudeansicht

Das Wohnhaus Pesterwitzer Straße 25 ist ein denkmalgeschütztes Gebäude im Freitaler Stadtteil Wurgwitz im Landkreis Sächsische Schweiz-Osterzgebirge, das früher als Schulgebäude genutzt wurde und die erste Schule des Stadtteils beherbergte.

## Geschichte
Die Gemeinde Wurgwitz baute das Schulgebäude mit zwei Klassenzimmern im Jahre 1873. Davor wurden die Kinder in Kesselsdorf unterrichtet. Zum Zeitpunkt der Eröffnung gab es in Wurgwitz und Kohlsdorf 40 Schulkinder. Die beiden Klassenzimmer erwiesen sich auf Dauer als zu klein, deshalb wurde 1908 mit der Neuen Schule ein größeres Gebäude mit drei Klassenzimmern errichtet. Im alten Gebäude eröffneten das Büro des Ortsvorstehers und die Sparkasse. Seit der Eröffnung des Wurgwitzer Rathauses, in das diese Einrichtungen umzogen, ist es reines Wohngebäude. Heute ist die ehemalige Schule in privater Hand.